# 名取紀之
名取 紀之（なとり のりゆき）とは、鉄道雑誌『Rail Magazine』および鉄道模型雑誌『RM MODELS』（月刊誌、ネコ・パブリッシング発行）の元編集長である。同社の取締役でもあった。
名取は2005年6月からブログ『編集長敬白』を開設しているが、ブログ読者によるコメントやトラックバックを許可していない。この非双方向性ブログは1日1万アクセスを超える閲覧があり、インターネット的電子媒体というよりも旧来的紙媒体の性格を持つブログである。
ナローゲージファンで、特に産業用ナローゲージが好みである。日本鉄道保存協会顧問。ナローゲージ・レールウェー・ソサエティー（Narrow Gauge Railway Society）（イギリス）会員。モデラーであり『鉄道模型趣味』に作品が掲載されたことがある。
2019年4月、『鉄道模型趣味』を発行する機芸出版社前社長兼編集長の石橋春生（別名義は赤井哲郎）の退任、及び井門コーポレーションによる同社の事業継承に伴い、同社の取締役編集長に就任。

## 略歴
- 1986年 - 月刊誌『Rail Magazine』編集長就任[1]。
- 2005年6月 - ブログ『編集長敬白』を開設[1]。
- 2016年12月 - ネコ・パブリッシングを定年退職。これに伴いブログ『編集長敬白』も12月27日分を以って終了[5]。
- 2019年4月-機芸出版社取締役および『鉄道模型趣味』編集長に就任。

## 主な編著書
（本節の参考文献 -「カバー - 著者紹介」『編集長敬白』）
著書
- 『編集中敬白』（初版）ネコ・パブリッシング、2008年6月20日 発行。ISBN 978-4777052356。
- 『森製作所の機関車たち』（初版）ネコ・パブリッシング、2000年12月31日 発行。ISBN 978-4873662213。

編著
- 『模「景」を歩く - モデラーの眼で見た鉄道シーン』ネコ・パブリッシング〈Neko mook (442)〉、2003年1月 発売。ISBN 978-4873669427。
- 『トワイライトゾ〜ン』ネコ・パブリッシング〈シリーズ〉。